# 湘潭市广播电视台
湘潭广播电视台为中华人民共和国湖南省的一家以湘潭市為主要播出地區的廣播電視播出機構，也是中共湘潭市委、湘潭市人民政府的喉舌。廣播服務開始提供於1960年5月。電視服務開始提供於1985年7月1日。

## 历史沿革
1960年，中共湘潭市委、市人民委员会决定以雨湖路古梁巷内有线广播站为基础建立湘潭人民广播电台，并于当年5月1日开始播音，1962年，因中华人民共和国国务院要求广播事业调整，电台遂于当年9月20日停播，1968年9月，湖南省革命委员会批准在湘潭市郊外的贺家山重设电台:456-457，电台恢复初期，主要转播中央人民广播电台的广播节目，1972年3月以后，开始自办节目:459，1975年，电台迁往王沙湖:457。1993年，湘潭市府将电台的中波发射塔由韶山西路搬迁至市郊长城乡湘源村，以提高电台的覆盖率及收听效果，同年，湘潭电台开通第二条频率经济电台:2685。
1984年8月21日，广播电影电视部地方宣传局、技术局批准湘潭市人民政府建立湘潭电视台，1985年5月1日开始试播，并于同年7月1日起透过市轻工商业大楼9楼房顶的湘潭电视发射台第6频道正式播出:469，该台由市广播电视局主管，并由湘潭市提供差额拨款。1987年8月，湘潭市府开始筹备为电视台建立新址，1990年，电视台新址在市区东湖路28号落成:2689。1991年，湘潭有线电视台成立，除自办电视频道外，也向湘潭市用户传送中国中央电视台与湖南省台的电视节目，1999年，湘潭电视台和湘潭有线电视台实质性合并，下属机构调整为电视新闻中心、社教中心、技术发射中心，但保留湘潭电视台、湘潭有线电视台呼号，2000年，二台正式合并为新的湘潭电视台，原湘潭有线台参与组建了湘潭电视台都市频道:2689-2691。2005年，湘潭市广电中心在湘潭芙蓉路落成，湘潭电台、湘潭电视台皆迁入此中心:2685，并于2010年合并成立了湘潭广电传媒集团。同年，湘潭电视台还与长沙市广播电视台、株洲市广播电视台创建了中国大陆第一家专业电视购物频道嘉丽购物频道。2020年，湘潭广播电视台关闭其地面模拟电视频道，改为数字化播放。

## 旗下資產

### 電視服務
| 頻道名稱 | 语言 | 广播格式                       | 啟播日期     | 頻道口號 | 频道前身 | 備註                                                   |
| 综合频道 | 汉语 | SDTV 576i 16:9 HDTV 1080i 16:9 | 1985年7月1日 |          |          | 湘潭市第一条电视频道，现时以新闻、时事、专题类节目为主 |

#### 已停播或转让的电视频道
| 頻道名稱 | 广播格式                       | 啟播日期 | 停播日期     | 頻道口號 | 频道前身                                  | 備註        |
| 公共频道 | SDTV 576i 16:9 HDTV 1080i 16:9 | 1991年   | 2024年2月1日 |          | 湘潭有线电视台综合频道 湘潭电视台都市频道 | [ 8 ] [ 7 ] |

### 電台頻率
| 频道名称（广播）         | 频率         | 啟播日期 | 备注                      |
| ------------------------ | ------------ | -------- | ------------------------- |
| 新闻综合广播             | FM 88.2 MHz  |          | [ 9 ]                     |
| 交通广播（湘潭应急广播） | FM 104.2 MHz | 1993年   | 原名湘潭电台经济电台:2685 |

### 新媒体
| 平台类别   | 平台类别   | 名称                             |
| ---------- | ---------- | -------------------------------- |
| 网站       | 网站       | 湘潭传媒网（页面存档备份，存于） |
| 微信公众号 | 微信公众号 | 这里是湘潭                       |
| 新浪微博   | 新浪微博   | FM1042湘潭交通广播               |
| APP        | APP        | 大美湘潭                         |